# Sam Taylor-Johnson
Samantha Taylor-Wood, dite Sam Taylor-Wood, puis Sam Taylor-Johnson depuis son mariage en 2012, est une photographe, vidéaste et réalisatrice britannique, née le 4 mars 1967 à Croydon (Angleterre).

## Biographie
Sam Taylor-Wood naît le 4 mars 1967 à Croydon, en Angleterre. Elle est diplômée du Goldsmiths' College (université de Londres). Son travail est centré sur la difficulté à communiquer les émotions.
Ses premiers films — 16 mm (1993), Killing Time (1994), Noli me tangere (1998) — sont présentés pour la première fois en France à la Maison européenne de la photographie. Method in Madness, de 1995, où un acteur joue une crise de nerfs, est un exemple de sa recherche autour du concept de « masque », au sens de l’imitation d’un sentiment ou d’une intrigue, si réussie, qu’on ne peut plus distinguer le jeu de la réalité. L’artiste s’intéresse ici à la question : « Jouait-il au théâtre, parce c’est la manière qu’il a de jouer au théâtre, ou cela était-il vrai, parce c’est la manière qu’il a de jouer au théâtre ? Il s’agit de cette dichotomie et de la tentative de la surmonter. »
En 2004, elle filme le footballeur David Beckham endormi. En 2006, elle participe au film collectif Destricted avec le segment Death Valley.
Ses photographies les plus connues Wrecked (1996), Soliloquy (1998-2000) Self portrait suspended (2004) et Crying Men (2002-2004), représentent des visages masculins, des acteurs essentiellement, en train de pleurer.
En 2009, elle réalise Nowhere Boy, un film biographique sur l'adolescence de John Lennon.
En 2013, elle est choisie pour réaliser l'adaptation cinématographique de la trilogie à succès Cinquante Nuances de Grey, qui sort sous le même titre au cinéma pour la Saint-Valentin 2015.

### Vie privée

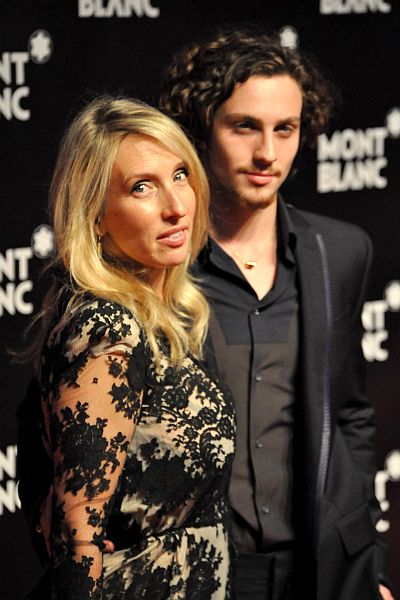
Sam Taylor-Wood et Aaron Johnson en 2010.

Le 24 avril 1997, à trente ans, elle donne naissance à sa première fille, Angelica Mara Jopling, dont le père est le marchand d'art britannique, Jay Jopling. Le couple se marie la même année et, en décembre, elle est diagnostiquée avec un cancer du côlon, soigné avec succès. Trois ans plus tard, elle est atteinte d'un cancer du sein, qu'elle réussit à vaincre. En novembre 2005, elle donne naissance à sa deuxième fille, Jessie Phoenix Jopling. En 2008, le couple divorce après onze ans de mariage.
En octobre 2008, elle rencontre l'acteur britannique Aaron Johnson sur le tournage du film Nowhere Boy dont elle est la réalisatrice. Ils se fiancent le 31 octobre 2009, et ont deux filles : Wylda Rae (née le 7 juillet 2010) et Romy Hero (née le 18 janvier 2012). Le couple se marie le 21 juin 2012 à Somerset, en Angleterre. À la suite de son mariage, Sam se fait légalement appeler Sam Taylor-Johnson, ajoutant ainsi le nom de famille de son mari au sien.

## Filmographie

### Réalisatrice

#### Cinéma
- 2009 : Nowhere Boy
- 2015 : Cinquante Nuances de Grey (Fifty Shades of Grey)
- 2020 : A Million Little Pieces
- 2024 : Back to Black

#### Courts métrages et clips musicaux
- 1996 : Misfit
- 2001 : I Want Love d'Elton John
- 2006 : Destricted (film collectif), segment Death Valley
- 2008 : Love You More
- 2011 : James Bond Supports International Women's Day
- 2011 : Überlin de R.E.M.

#### Télévision
- 2017 : Gipsy (série télévisée) - 2 épisodes

## Expositions
Sam Taylor-Wood fait partie des quatre artistes sélectionnés pour le prix Turner 1998, remporté par Chris Ofili. Elle figure dans l'exposition organisée à la Tate Britain du 29 octobre 1998 au 10 janvier 1999.
Sa vidéo Still Life (2001) est projetée dans le cadre de l'exposition Les Choses. Une histoire de la nature morte au musée du Louvre du 12 octobre 2022 au 23 janvier 2023, parmi les œuvres de l'espace nommé « Vanité ».

## Distinctions
- Festival du film de Belfort - Entrevues 2008 : Grand Prix du court-métrage
- Festival international des jeunes réalisateurs de Saint-Jean-de-Luz 2010 : prix du meilleur réalisateur pour Nowhere Boy
- Titre d'officier de l'Ordre de l'Empire britannique (OBE) reçu à l'occasion de la Queen's Birthday honours list le 11 juin 2011, pour services rendus aux arts[11]